# 片平敦

片平 敦（かたひら あつし、1981年3月19日 - ）は、埼玉県さいたま市岩槻区（旧岩槻市）出身の気象予報士、防災士。日本気象協会関西支社に所属していたが、2008年10月よりウェザーマップに移籍。

## 人物・経歴
身長184cm。小学生の頃から天気の魅力にはまり、当時から「将来の夢は気象予報士になること」と言っていた。また中学生の頃は夜10時のNHKラジオの気象通報を聞きながら毎日天気図を作成していた。
法政大学人間環境学部人間環境学科時代には学生スタッフとして、大学行事の企画運営を担当していた他、BS-iの天気予報（「i-NEWS」内「キャンパスウェザー」）を担当をしていた時期もある。
卒業後の2003年に日本気象協会入社。当初は東京勤務で、転勤で関西支社へ赴任。ラジオ番組研修を経て、大学の先輩にあたる竹内隆より「FNNスーパーニュースほっとKANSAI」のお天気コーナーを引き継ぎ、「報道ランナー」となった現在も担当している。
趣味は農作業（特に棚田での農作業）、お酒を飲む事、駄洒落を考える事、寺院巡りなど。
気象予報士の資格制度に関しては、資格を持っていても即仕事に結び付きにくいことや、趣味の範囲で取得する人に対して国家資格である必要があるのか議論が必要と疑問を投げかけている。
2006年12月15日にオリコンから発表された「第1回 好きなお天気キャスター・気象予報士ランキング」で、15位にランクされた。
2008年10月にはウェザーマップに移籍したが、引き続き関西を拠点に活動するとしている。
2010年に大阪国際女子マラソンと同時開催のハーフマラソンに出場。タイムは1時間44分47秒だった。
2010年5月7日放送の「FNNスーパーニュースアンカー」内で、結婚することを公表した。相手は朝日放送でラジオ番組などに出演中の気象予報士・町田文子。翌5月8日に那須高原で式を挙げた。
2010年6月17日にオリコンから発表された「第6回 好きなお天気キャスター・気象予報士ランキング」で9位にランクされ、トップ10入りを果たした。
2010年12月5日に「奈良マラソン2010」のフルマラソンに出場。タイムは4時間48分38秒だった。「FNNスーパーニュースアンカー」内のゴール後のインタビューが放送された。
2015年2月25日に自身初の書籍『仕事で得する天気の雑学』を出版。
2016年1月11日、初冠番組『ワンダーSP　関西を襲う“大水害”～気象予報士・片平敦の「その時、命を守るには」』が関西テレビで放送。

## 現在の出演番組
- newsランナー（2023年4月 -、関西テレビ）

5時台の「片平さんのお天気図鑑」、6時台の天気予報を担当している。また、時々特集コーナーに出演することもある。
- LIVEコネクト!（2023年4月 -、関西テレビ）

　毎月、最終土曜日以外の天気予報を担当。
- 旬感LIVE とれたてっ!（2023年10月 -、関西テレビ）

　毎週水曜日から金曜日の天気予報を担当。
- Mr.サンデー（フジテレビ・関西テレビ共同制作）

「関西地方を中心に活動する気象予報士」として、異常気象の発生時に解説を担当。

## 過去の出演番組
- FNNスーパーニュースほっとKANSAI（2005年4月 - 2006年3月、関西テレビ）
- FNNスーパーニュースアンカー（2006年4月 - 2015年3月、関西テレビ）「片平さんのお天気ナビ」担当

時々特集コーナーに出演。
- ゆうがたLIVE ワンダー→みんなのニュース ワンダー（2015年4月 - 2017年3月、関西テレビ）「片平さんのお天気ナビ」担当

時々特集コーナーに出演していた。
- 報道ランナー（2017年4月 - 2023年3月、関西テレビ）「片平さんのお天気図鑑」担当

時々特集コーナーに出演していた。
- 2時45分からはスローでイージーなルーティーンで→1時50分からはスローでイージーなルーティーンで（2021年4月 - 2023年9月、関西テレビ）

　毎週水曜日から金曜日の天気予報を担当していた。
- FNNスピーク（関西ローカルパート、2005年 - 2017年、関西テレビ）レギュラーの気象予報士の夏季休暇の代理を担当。
- サタデー生ワイド そらナビ（2008年10月25日のゲスト出演、中部日本放送）
- プライスバラエティ ナンボDEなんぼ（2009年9月12日のゲスト出演、関西テレビ）
- ヤマヒロのアナ Pod cafe（iTunes、関西テレビポッドキャスト）ゲスト出演（不定期）

## エピソード
以下、主に、「ヤマヒロのアナ Pod cafe」において、片平自身または山本が披露したエピソードである。
- 初めてダジャレを言ったのが、ラジオの研修の時だと言う（ダジャレを言うと相手のアナウンサーの方は苦笑いをしたと言う）。
- 今まで泣いていた赤ちゃんが、片平のダジャレを聞くとピタッと泣き止むと言う。
- ダジャレは電車の中、（当時勤務先だった）日本気象協会関西支社最寄りの長堀橋駅から、関西テレビ最寄りの扇町駅へ移動する大阪市営地下鉄堺筋線の車内で考える。
- 「アンカー」で、大雨や台風の日はダジャレを自粛するものの、一度だけ「明日は雷がいっぱい鳴ります。当たったら悲惨だー（ひサンダー）」をオンエアさせてしまい、山本に「雷が落ちるのにそれは無いやろ〜」と怒られた。
- 一方山本は、彼がダジャレを言う事を「このキャラクターは良いなと思う」といい、更に「片平さんは誰に対しても優しい」「礼儀正しい」とほめた。